# Placidium norvegicum
Placidium norvegicum är en lavart som först beskrevs av Breuss, och fick sitt nu gällande namn av Breuss. Placidium norvegicum ingår i släktet Placidium och familjen Verrucariaceae.  Arten är reproducerande i Sverige. Inga underarter finns listade i Catalogue of Life.